# Electroman
 (janvier 2018).
Albums de Benny Benassi
Rock 'n' Rave
(2008) Danceaholic
(2016)
Singles
1. Spaceship
Sortie : 25 mai 2010
2. House Music
Sortie : 23 novembre 2010
3. Electroman
Sortie : 29 janvier 2011
4. Cinema
Sortie : 8 mars 2011
5. Close to Me
Sortie : 8 novembre 2011
6. Control
Sortie : 28 février 2012

Electroman est le cinquième album studio du DJ et producteur italien, orienté house, Benny Benassi, sorti en 2011.

## Présentation
L'album se compose de collaborations avec Chris Brown, T-Pain, Kelis, Gary Go, Dhany, apl.de.ap, Jean-Baptiste, Ying Yang Twins et Shanell. Skrillex, disc-jockey et compositeur américain de musique électronique, y participe également, par le remix du titre Cinema.
L'album est généralement bien accueilli par la presse spécialisée,.
De nombreuses éditions incluant des titres et vidéos en bonus, sont éditées sur cette période, parmi lesquelles une édition Deluxe exclusive iTunes avec trois pistes supplémentaires : Put It On Me, en collaboration avec le rappeur Pitbull, Dub Rain, et un remix instrumental du titre Electroman réalisé par John Dahlbäck, et deux vidéos.
Six singles sont extraits. Spaceship, le premier, sort le 25 mai 2010 pour promouvoir l'album. House Music, Electroman, Cinema, Close to Me et Control suivent au cours de l'année et début de l'année suivante (2012).

## Liste des titres
| 1.    | Good Girl                                         | 3:40 |
| 2.    | Rather Be (feat. Shanell Woodgett (en))           | 3:43 |
| 3.    | Spaceship (feat. Kelis, apl.de.ap, Jean-Baptiste) | 3:04 |
| 4.    | Beautiful People (feat. Chris Brown)              | 3:46 |
| 5.    | My House (feat. Jean-Baptiste)                    | 3:28 |
| 6.    | House Music                                       | 4:02 |
| 7.    | Cinema (feat. Gary Go)                            | 4:54 |
| 8.    | Electroman (feat. T-Pain)                         | 3:17 |
| 9.    | Automatic B                                       | 4:02 |
| 10.   | Control (feat. Gary Go)                           | 3:29 |
| 11.   | Leave This Club Alone (feat. Dhany)               | 3:35 |
| 12.   | Close to Me (feat. Gary Go)                       | 3:21 |
| 13.   | Cinema (Skrillex remix) (feat. Gary Go)           | 5:08 |
| 14.   | All the Way (Live) (feat. Ying Yang Twins)        | 3:34 |
| 53:03 |                                                   |      |

| 15. | Dub Rain |  |

| 1. | Spaceship (Alex Gaudino & Jason Rooney Remix)       |  |
| 2. | Beautiful People (Felix Cartal (en) Club Remix)     |  |
| 3. | Cinema (Laidback Luke Remix)                        |  |
| 4. | House Music (Autoerotique's Explode The Club Remix) |  |
| 5. | Electroman (John Dahlbäck Instrumental)             |  |
| 6. | Spaceship (Kris Menace Remix)                       |  |
| 7. | Cinema (Skrillex Remix)                             |  |
| 8. | Electroman (Dirtyphonics Club Edit)                 |  |

| Titres et vidéos bonus - Édition sur support numérique Deluxe edition (Ultra Records, 7 juin 2011), | Titres et vidéos bonus - Édition sur support numérique Deluxe edition (Ultra Records, 7 juin 2011), | Titres et vidéos bonus - Édition sur support numérique Deluxe edition (Ultra Records, 7 juin 2011), | Titres et vidéos bonus - Édition sur support numérique Deluxe edition (Ultra Records, 7 juin 2011), | Titres et vidéos bonus - Édition sur support numérique Deluxe edition (Ultra Records, 7 juin 2011), | Titres et vidéos bonus - Édition sur support numérique Deluxe edition (Ultra Records, 7 juin 2011), | Titres et vidéos bonus - Édition sur support numérique Deluxe edition (Ultra Records, 7 juin 2011), | Titres et vidéos bonus - Édition sur support numérique Deluxe edition (Ultra Records, 7 juin 2011), | Titres et vidéos bonus - Édition sur support numérique Deluxe edition (Ultra Records, 7 juin 2011), | Titres et vidéos bonus - Édition sur support numérique Deluxe edition (Ultra Records, 7 juin 2011), |
| No                                                                                                  | Titre                                                                                               | Durée                                                                                               | | | | | | | |
| --------------------------------------------------------------------------------------------------- | --------------------------------------------------------------------------------------------------- | --------------------------------------------------------------------------------------------------- | --------------------------------------------------------------------------------------------------- | --------------------------------------------------------------------------------------------------- | --------------------------------------------------------------------------------------------------- | --------------------------------------------------------------------------------------------------- | --------------------------------------------------------------------------------------------------- | --------------------------------------------------------------------------------------------------- | --------------------------------------------------------------------------------------------------- |
| 1.                                                                                                  | Put It On Me (feat. Pitbull)                                                                        | 3:27                                                                                                | | | | | | | |
| 2.                                                                                                  | Electroman (John Dahlbäck instrumental)                                                             | 5:18                                                                                                | | | | | | | |
| 3.                                                                                                  | Dub Rain                                                                                            | 3:43                                                                                                | | | | | | | |
| 4.                                                                                                  | Spaceship (Vidéo)                                                                                   | 3:28                                                                                                | | | | | | | |
| 5.                                                                                                  | Cinema (Vidéo)                                                                                      | 3:31                                                                                                | | | | | | | |
| 70:39                                                                                               | | | | | | | | | |

### Éditions asiatiques
| No  | Titre                   | Durée |
| --- | ----------------------- | ----- |
| 1.  | Cinema                  | 3:02  |
| 2.  | Beautiful People        | 3:46  |
| 3.  | Put It On Me            | 3:36  |
| 4.  | House Music             | 4:01  |
| 5.  | Rather Be               | 3:43  |
| 6.  | Spaceship               | 3:04  |
| 7.  | My House                | 3:26  |
| 8.  | Good Girl               | 3:40  |
| 9.  | Electroman              | 3:16  |
| 10. | Automatic B             | 3:58  |
| 11. | Control                 | 3:28  |
| 12. | Leave This Club Alone   | 3:33  |
| 13. | Close To Me             | 3:19  |
| 14. | Cinema (Skrillex Remix) | 5:07  |
| 15. | All The Way (Live)      | 3:33  |

| 16. | Dub Rain (Titre inédit)                 | 3:43 |
| 17. | Electroman (John Dahlbäck Instrumental) | 5:20 |
|     | Cinema (Vidéo)                          |      |

| 16. | Dope 427                          |  |
| 17. | Move Your Body (2012 Version)     |  |
| 18. | Bring The Noise (Efacction Remix) |  |